# ژوزف کسل
ژوزف کسل (به فرانسوی: Joseph Kessel) ‏ (۱۰ فوریه ۱۸۹۸ در کارلا، انترا رویوس آرژانتین - ۲۳ ژوئیه ۱۹۷۹ آورن ول د واز) نویسنده و خبرنگار فرانسوی بود.
وی سفرهایی به آسیای مرکزی، به خصوص افغانستان در بین سال‌های ۱۹۶۰ و ۱۹۷۰ داشت. بعد از سفر به افغانستان وی رمانی به نام سوارکاران را نوشت که در آن از فرهنگ و رسوم افغان خصوصاً اسب سواری و بزکشی می‌نویسد.
ژوزف کسل نویسنده روسی نژاد و معاصر فرانسوی روز دهم فوریه سال ۱۸۹۸ در آرژانتین متولد شد. در سال ۱۹۰۵ پدر و مادرش او را به مدرسه روسی اورنبرک (نواحی اورال) فرستادند اما مهاجرت ناگهانی به فرانسه در تحصیلات او وقفه‌ای به وجود آورد. با این همه او در یکی از مدارس نیس به کسب معلومات ادامه داد و آنگاه به دبیرستان لوئی کبیر رفت سپس به دانشگاه سوربون رفت و در آنجا به اخذ لیسانس نائل آمد. در سال ۱۹۱۵ مقالاتی در روزنامه مبارزات انتشار داد. او در جلسات درس کنسرواتوار شرکت کرد و هنرپیشه تئاتر اودئون شد و در سال بعد (۱۹۱۶) داوطلبانه به خدمت ارتش درآمد و استوار نیروی هوایی شد. در اثنای جنگ اول به علت شهامت بی‌نظیر مدال گرفت و از سال ۱۹۱۹ تا ۱۹۳۹ به انتشار کتاب، مقاله و رپورتاژ کمر همت بست. ژوزف کسل در سال ۱۹۵۸ به مناسبت رمان بی نظیرش شیر، جایزه سفر و یکسال بعد جایزه ادبی «پرنس راینر سوم موناکو» را گرفت. از آثار دیگر کسل می‌توان رمان «بادهای شنی» و «ارتش سایه‌ها» را نام برد.

## آثار
- La steppe rouge (۱۹۲۲)
- L'équipage (۱۹۲۳)
- Les captifs (1926; Grand Prix du roman de l'Académie française)
- Nuits de princes (۱۹۲۷)
- Belle de Jour (1928; it inspired Luis Buñuel's 1967 movie of the same name)
- Vent de sable (۱۹۲۹)
- Fortune carrée (۱۹۳۲)
- La Passante du Sans-Souci (1936; turned into a movie by Jacques Rouffio in ۱۹۸۲)
- Hollywood, Ville mirage (Gallimard, NRF، ۱۹۳۶)
- L'Armée des ombres: ارتش سایه‌ها
- Bataillon du ciel
- Le tour du malheur (۱۹۵۰)
- Le lion (English translation: The Lion; ۱۹۵۸): شیر
- مردی با دستان سحرآمیز (۱۹۶۲)
- Les cavaliers (۱۹۶۷)
- همه جه یک دوست (۱۹۷۲)
- Des hommes (۱۹۷۲)
- Les temps sauvages (۱۹۷۵)